# Ivan Rakitić
Ivan Rakitić [iʋan rakititɕ] (* 10. März 1988 in Rheinfelden, Schweiz) ist ein ehemaliger kroatisch-schweizerischer Fussballspieler.

## Familie und Kindheit
Rakitić wurde als Sohn jugoslawischer Eltern in Rheinfelden im Kanton Aargau in der Schweiz geboren. Rakitićs Vater Luka kommt aus Sikirevci bei Slavonski Brod und seine Mutter Kata aus Ponijevo bei Žepče.
Er wuchs in Möhlin auf, ebenfalls im Aargau gelegen. Er ist kroatisch-schweizerischer Doppelbürger.
Rakitić wohnt mit seiner Frau und seinen zwei Töchtern in Split, wo er seit seinem Rücktritt im Jahr 2025 als Technischer Direktor von Hajduk Split arbeitet.

## Karriere

### Vereine

#### Anfänge und Jugend
Rakitić wechselte 1995 vom FC Möhlin-Riburg zum FC Basel. Dort erlitt er eine schwere Verletzung, die er sieben Monate lang auskurierte. Als er in die U-16 des FC Basel vorgestossen war, wurde er in die Schweizer U-16-Nationalmannschaft berufen. Als er dann die U-17-Fußball-Europameisterschaft in Italien im Mai 2005 als Captain erfolgreich absolviert hatte, bekam er nach seiner Rückkehr in die Schweiz einen Profivertrag bis Juli 2008.

#### FC Basel
Rakitić absolvierte am 29. September 2005 seinen ersten Pflichtspieleinsatz mit der 1. Mannschaft im UEFA-Cup-Spiel gegen den NK Široki Brijeg. Sein 29-minütiges Debüt in der Schweizer Super League gab er am 15. April 2006 im Meisterschaftsspiel gegen Neuchâtel Xamax. Am 22. Oktober 2006 erzielte er im Meisterschaftsspiel gegen den FC St. Gallen sein erstes Tor für den FC Basel. Dieser Treffer wurde zum «Tor der Vorrunde» gekürt. Für den FC Basel trug er das Trikot mit der Nummer 17.
Im Verlauf dieser Saison avancierte er zum Stammspieler und erzielte allein in den neun Spielen im März und April 2007 sieben Treffer.  Im Rahmen der zehnten Nacht des Schweizer Fussballs am 29. Mai 2007 im Kursaal Bern wurde Rakitić zum besten Neuling der Saison 2006/07 gewählt. Ausserdem erhielt er den Preis für das Tor des Jahres.

#### FC Schalke 04

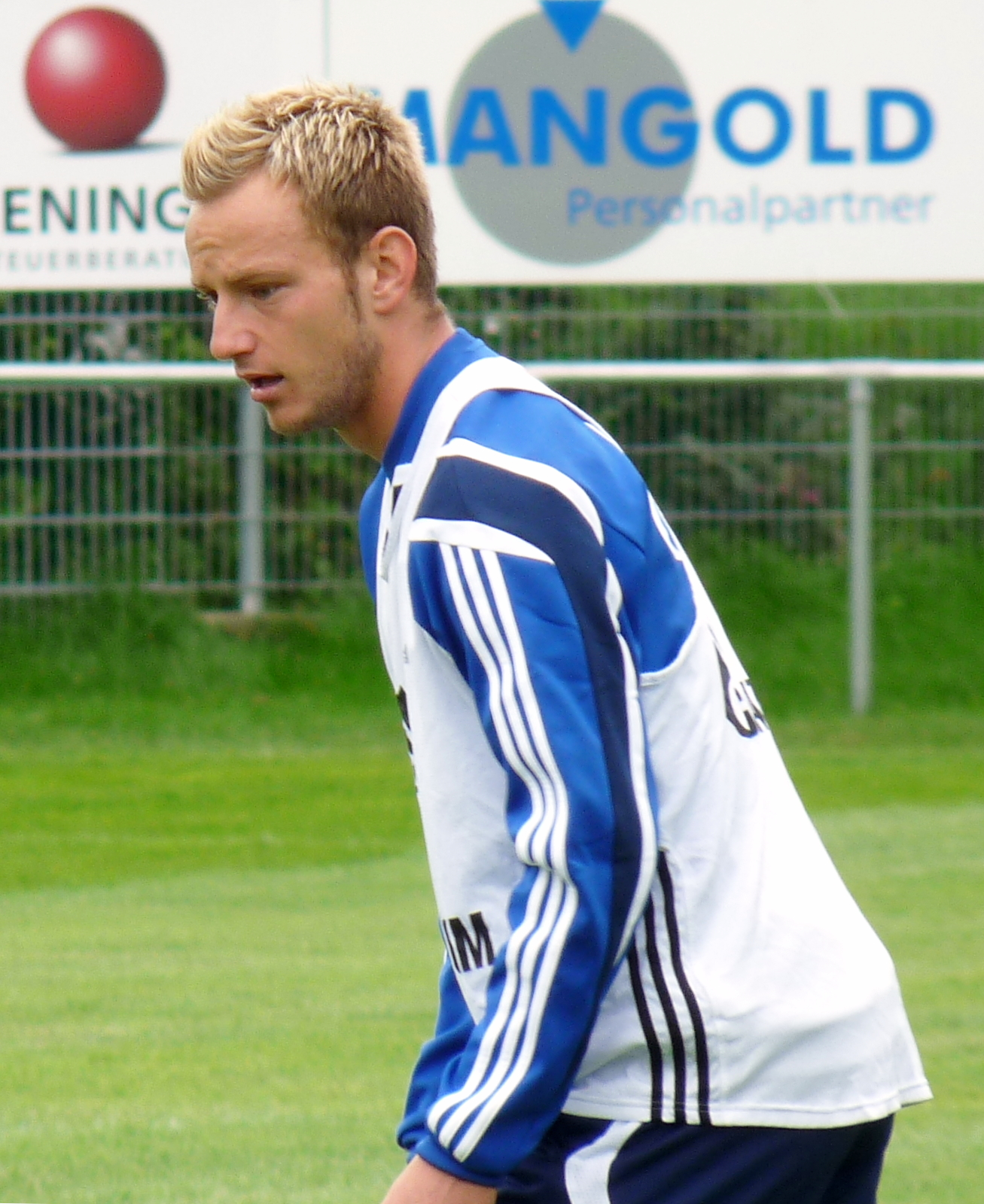
Ivan Rakitić (2010)

Zur Saison 2007/08 wechselte Rakitić zum FC Schalke 04 und unterschrieb dort einen Vertrag für vier Jahre. In seinem ersten Bundesligaspiel am 10. August 2007 gegen den Vorjahresmeister VfB Stuttgart erzielte er einen Treffer. Nach dem 16. Spieltag der Saison machte er durch einen nicht genehmigten Discobesuch auf sich aufmerksam. Er wurde daraufhin am Tag des über den Verbleib im europäischen Wettbewerb entscheidenden Spiels in der UEFA Champions League gegen Rosenborg Trondheim aus dem Kader suspendiert. In der Bundesliga erkämpfte er sich aber einen Stammplatz und bestritt alle 17 Vorrundenspiele für seinen Verein.
In der folgenden Saison spielte er 23-mal in der Liga. Schalke beendete die Saison auf dem achten Platz. Für die neue Saison wurde als Trainer und Manager Felix Magath unter Vertrag genommen. Dieser verpflichtete viele neue Spieler und baute den Kader weitgehend um. Dennoch konnte Rakitić sich unter ihm durchsetzen und spielte 2009/2010 seine beste Saison für Schalke. Man wurde hinter dem FC Bayern München Vizemeister. Die nächste Saison begann für Rakitić mit Aussenbandproblemen, wegen deren er das erste Spiel verpasste. Er verlor seinen Platz im offensiven Mittelfeld (die «10») an den im Sommer neu verpflichteten Jurado und kam nicht mehr über die Rolle eines Rotationsspielers hinaus.

#### FC Sevilla

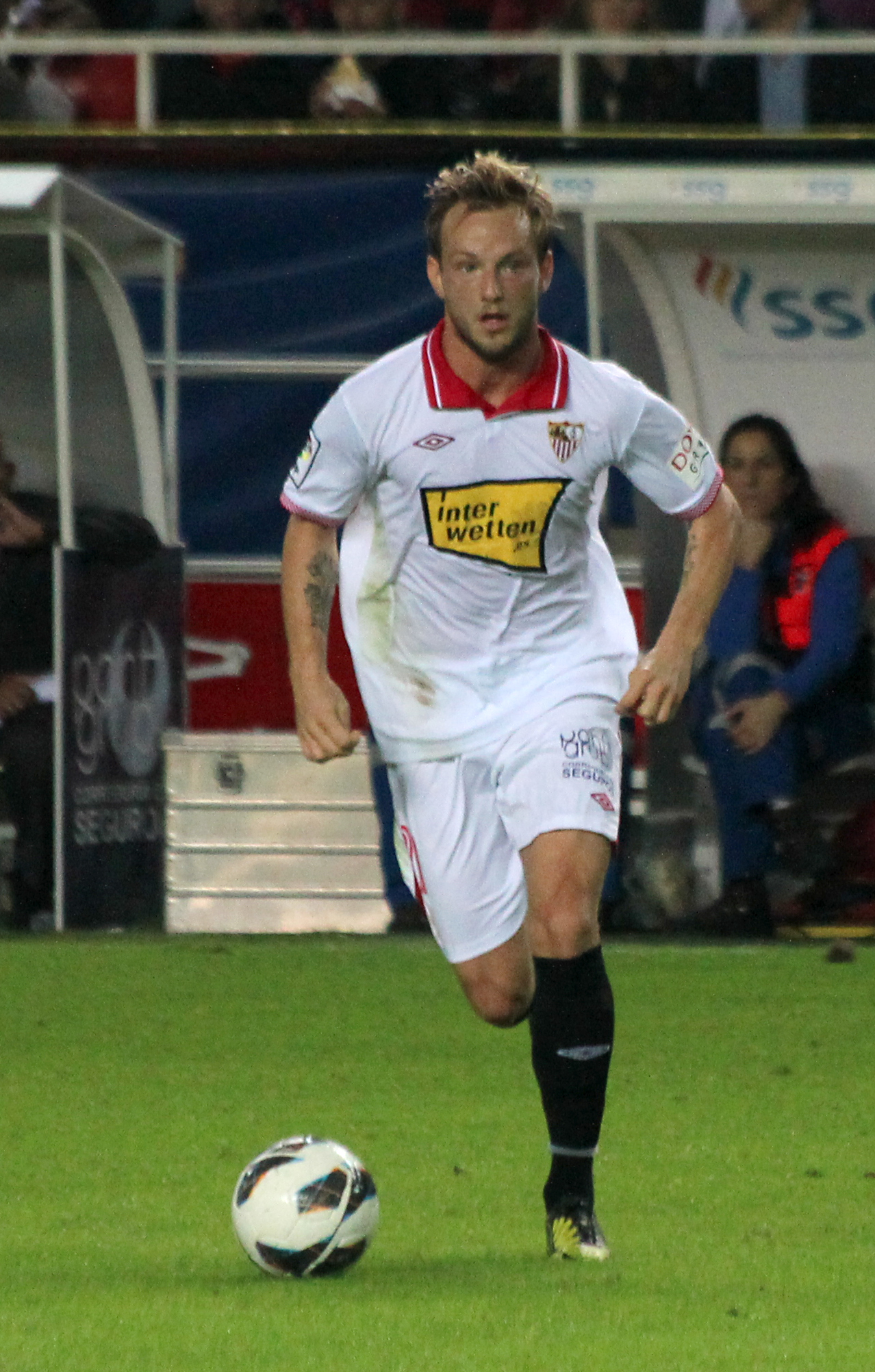
Ivan Rakitić (2012)

Im Januar 2011 verpflichtete der FC Sevilla Rakitić bis 2015. Dort spielte er in der Rückrunde in der spanischen Primera División bis zum fünftletzten Spieltag. Dann war die Saison für ihn nach einem Fussbruch in der Partie gegen UD Almería vorzeitig beendet.
Nach der Verletzung wurde er in der nächsten Saison zum Stammspieler und mit seinen Vorlagen und Toren zu einer wichtigen Stütze im Kampf um die Europa-League-Plätze. Diese wurden zwar am Ende der Saison mit einem neunten Platz in der Liga verpasst, aber über die Copa del Rey doch noch erreicht: Der FC Sevilla schied in diesem Wettbewerb zwar im Halbfinal gegen Atlético Madrid aus, doch da Atlético später den Cup gewann und den spanischen Vereinen noch Plätze für die kommenden internationalen Spiele nach den Regularien der UEFA zustanden, qualifizierte sich der FC Sevilla.
In der Saison 2013/14 wurde Rakitić unter dem neuen Trainer Unai Emery zum Captain ernannt. Er war ein zentrales Element des Aufbau- und Offensivspiels des FC Sevilla und Topscorer seines Teams. Als Auszeichnung seiner Leistungen wurde er zum Spieler des Monats Januar in der BBVA gekürt. Am 14. Mai 2014 gewann er mit dem FC Sevilla seinen ersten internationalen Titel, die UEFA Europa League.

#### FC Barcelona
Zur Saison 2014/15 wechselte Rakitić zum FC Barcelona; er erhielt einen Fünfjahresvertrag. Er übernahm die Rückennummer 4 von Cesc Fabregas. Am 21. September erzielte er sein erstes Ligator für den FC Barcelona im Auswärtsspiel gegen die UD Levante, das sein Team mit 5:0 gewann. In seiner ersten Saison gewann er mit Barcelona die UEFA Champions League, wobei er im Final gegen Juventus Turin einen Treffer erzielte. Insgesamt gewann er mit den Katalanen vier spanische Meisterschaften und vier Mal den spanischen Pokal.

#### Rückkehr zum FC Sevilla
Zur Saison 2020/21 kehrte der 32-jährige Rakitić für eine Ablösesumme in Höhe von 1,5 Millionen Euro, die sich um bis zu 9 Millionen Euro erhöhen kann, zum FC Sevilla zurück. Er unterschrieb einen Vierjahresvertrag bis zum 30. Juni 2024. In der Saison 2022/23 bestritt er 31 von 38 möglichen Ligaspielen, in denen er ein Tor schoss, fünf Cupspiele mit einem Tor, sechs Spiele in der Champions League und neun Spiele in der Europa League. Die Saison endete mit dem Gewinn der Europa League 2022/23.

#### Wechsel nach Saudi-Arabien
Im Januar 2024 wechselte er zu Al-Shabab nach Saudi-Arabien.

#### Hajduk Split
Im Juli 2024 wechselte er zu Hajduk Split und unterschrieb dort einen Einjahresvertrag mit Option auf Verlängerung.
Am 7. Juli 2025 gab er das sofortige Ende seiner aktiven Karriere bekannt.

### Nationalmannschaften

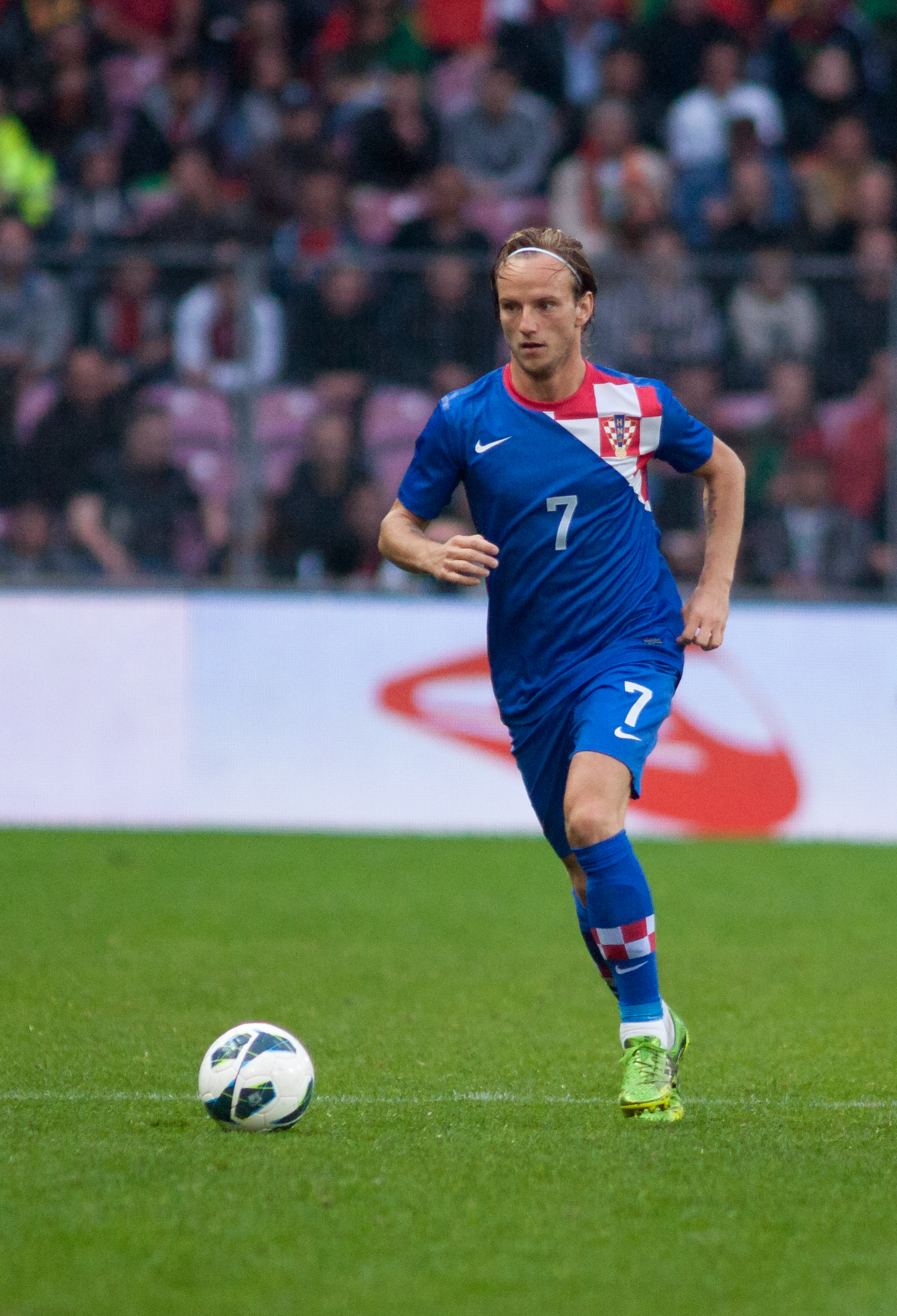
Ivan Rakitić (2013 gegen Portugal)

Rakitić besitzt die kroatische und die schweizerische Staatsbürgerschaft. Er spielte von der U-16 bis zur U-21 in der schweizerischen Jugendnationalmannschaft; für letztere absolvierte er vier Spiele und erzielte dabei ein Tor.
Im Juni 2007 entschied sich Rakitić, für die kroatische Fussballnationalmannschaft zu spielen, was ihm und seiner Familie Beschimpfungen und vereinzelte Morddrohungen aus der Schweiz einbrachte. In Kroatien rief dies ebenfalls ein mediales Echo hervor. Sein Debüt gab er schliesslich im EM-Qualifikationsspiel am 8. September 2007 gegen Estland. Vier Tage später, am 12. September 2007, erzielte er beim 6:0 gegen Andorra sein erstes Länderspieltor. Er stand im kroatischen Kader für die EM 2008 in Österreich und der Schweiz, für die EM 2012 in Polen und der Ukraine.
Bei der Fussball-Europameisterschaft 2016 in Frankreich wurde er in das kroatische Aufgebot aufgenommen. Er gehörte zur Stammelf und stand in allen vier Begegnungen des Turniers in der Startaufstellung. Im zweiten Gruppenspiel gegen die tschechische Nationalmannschaft schoss er die 2:0-Führung heraus. Nach Ausschreitungen kroatischer Zuschauer endete das Spiel noch 2:2. Im Achtelfinal schied das Team gegen Portugal aus.
Auch bei der Weltmeisterschaft 2018 in Russland war er Teil des kroatischen Teams, welches Vizeweltmeister wurde. Im zweiten Gruppenspiel erzielte er das 3:0 gegen Argentinien. Im Achtelfinal gegen Dänemark verwandelte er den letzten entscheidenden Elfmeter der Kroaten des Penaltyschiessens. Auch im Viertelfinal schoss er gegen Russland das entscheidende Tor im Penaltyschiessen zum 4:3 (1:1).
Auf der Website des kroatischen Verbandes gab Rakitić am 21. September 2020, nach 106 Einsätzen und 15 Treffern, das Ende seiner Nationalmannschaftskarriere bekannt.

## Titel
International
- Champions-League-Sieger: 2015 (FC Barcelona)
- Europa-League-Sieger (2): 2014, 2023 (beide FC Sevilla)
- Klub-Weltmeister: 2015 (FC Barcelona)
- UEFA-Super-Cup-Sieger: 2015 (FC Barcelona)

Schweiz
- Cupsieger: 2007 (FC Basel)

Deutschland
- Cupsieger: 2011 (FC Schalke 04)

Spanien
- Meister (4): 2015, 2016, 2018, 2019 (alle FC Barcelona)
- Cupsieger (4): 2015, 2016, 2017, 2018 (alle FC Barcelona)
- Supercupsieger (2): 2016, 2018 (beide FC Barcelona)

## Ehrungen
- Kroatischer Sportler des Jahres: 2015[20]
- Kroatiens Fussballer des Jahres: 2015
- Spieler des Monats der Primera División: Januar 2014

## Kritik
Nach der WM 2018 wurde Rakitić wegen seiner Begeisterung über die Teilnahme des Rechtsrockers Marko Perković der Rockband Thompson an der Mannschaftsfeier von einigen internationalen Medien wie auch von einigen kroatischen Fans kritisiert.